# Рой, Дункан
Дункан Рой (англ. Duncan Roy; род. 8 июля 1960) — британский кинорежиссёр, сценарист и продюсер.

## Биография
Рой родился 8 июля 1960 года в Уитстабле, графстве Кент в Англии, в семье Фрэнсис Элизабет Спарк и Куроса Хазаеи. С 2 лет его воспитывали мать и отчим Дэвид У. Рой в Уитстабле.

## Фильмография
- Jackson: My Life... Your Fault (1995)
- Clancy's Kitchen (1996)
- Так называемый (АКА) (2002)
- Метод (2004)
- The Picture of Dorian Gray (2006)